# Municipio de Franklin (condado de Washington, Kansas)
El municipio de Franklin (en inglés: Franklin Township) es un municipio ubicado en el condado de Washington en el estado estadounidense de Kansas. En el año 2010 tenía una población de 119 habitantes y una densidad poblacional de 1,28 personas por km².

## Geografía
El municipio de Franklin se encuentra ubicado en las coordenadas 39°57′30″N 96°57′53″O / 39.95833, -96.96472. Según la Oficina del Censo de los Estados Unidos, el municipio tiene una superficie total de 92.62 km², de la cual 91,66 km² corresponden a tierra firme y (1,03 %) 0,96 km² es agua.

## Demografía
Según el censo de 2010, había 119 personas residiendo en el municipio de Franklin. La densidad de población era de 1,28 hab./km². De los 119 habitantes, el municipio de Franklin estaba compuesto por el 94,12 % blancos, el 0,84 % eran amerindios, el 0,84 % eran de otras razas y el 4,2 % eran de una mezcla de razas. Del total de la población el 0,84 % eran hispanos o latinos de cualquier raza.